# La magia del Natale con Mariah Carey
La magia del Natale con Mariah Carey (Mariah Carey's Magical Christmas Special) è uno speciale natalizio, pubblicato il 4 dicembre 2020 su Apple TV+

## Trama
Di fronte a una crisi di allegria natalizia, il Polo Nord sa che c'è solo una persona che può salvare il Natale: la grande amica di Babbo Natale, Mariah Carey. Con l'aiuto degli elfi del Polo Nord e le dive Ariana Grande e Jennifer Hudson, l'indiscussa Regina del Natale entra in azione per creare un concerto spettacolare e far felice il mondo intero.

## Distribuzione
Il 18 novembre, Carey ha annunciato sui suoi social network lo speciale televisivo rivelando la partecipazione di Jennifer Hudson e Ariana Grande le quali hanno confermato il loro ingaggio su Twitter. Lo speciale viene pubblicato il 4 dicembre 2020 su Apple TV+.

## Colonna sonora
Mariah Carey's Magical Christmas Special (Apple TV+ Original Soundtrack) è il secondo album di colonne sonore della cantautrice e attrice Mariah Carey, pubblicato il 4 dicembre 2020 dalla Sony Music insieme all'omonimo speciale TV.

### Tracce
1. Overture "Little Mariah's" Theme (Mariah Carey, Daniel Moore II) – 0:14
2. Sleigh Ride (Leroy Anderson, Mitchell Parish) – 2:39
3. Hark! The Herald Angels Sing (Canto tradizionale) – 0:19
4. When Christmas Comes (Mariah Carey, James Poyser) – 2:27
5. Let It Snow! Let It Snow! Let It Snow! (Sammy Cahn, Jule Styne) – 0:13
6. Peanuts... All I Want (Mariah Carey, Walter Afanasieff) – 0:43
7. Christmas Time Is Here (Vince Guaraldi, Lee Mendelson) – 1:58
8. Santa Claus Is Coming to Town (J. Fred Coots, Haven Gillespie) – 0:25
9. Oh Santa! (feat. Ariana Grande e Jennifer Hudson) (Mariah Carey, Jermaine Dupri, Bryan-Michael Cox) – 3:20
10. Here Comes Santa Claus (Right Down Santa Claus Lane) (feat. Snoop Dogg e Jermaine Dupri) (Oakley Haldeman, Gene Autry) – 2:20
11. Sugar Plum Fairy (Magical Christmas Mix) (Canto tradizionale) – 1:18
12. Christmas Time Is in the Air Again (Mariah Carey, Marc Shaiman) – 3:04
13. Oh Holy Night (Adolphe Adam) – 2:50
14. Joy to the World (Hoyt Axton) – 4:11
15. Stille Nacht, heilige Nacht (Canto tradizionale) – 2:28
16. All I Want for Christmas Is You (Mariah Carey, Walter Afanasieff) – 4:29
17. Little Mimi's Theme (Mariah Carey, Daniel Moore II) – 0:17